# Canyon Day, Arizona
Canyon Day je naseljeno područje za statističke svrhe u američkoj saveznoj državi Arizona. Prema popisu stanovništva iz 2010. u njemu je živjelo 1,209 stanovnika.